# Bogodogo II
Bogodogo II, également typographié Bogodogo-2, est une localité située dans le département de Tanghin-Dassouri de la province du Kadiogo dans la région Centre au Burkina Faso.

## Géographie
Bogodogo II, tout comme le village de Kouzoughin, dépend administrativement de Balolé. Le village doit son nom à l'arrondissement homonyme (arrondissement no 5 avec lequel il ne doit pas être confondu) de la ville de Ouagadougou.

## Santé et éducation
Le centre de soins le plus proche de Bogodogo II est le centre médical (CM) de Tanghin-Dassouri tandis que les hôpitaux se trouvent à Ouagadougou.
Le village possède un centre d'alphabétisation.